# ثيودور جاي فليكر
ثيودور جاي فليكر (بالإنجليزية: Theodore J. Flicker) مواليد 6 يونيو 1930 في نيوجيرسي - الوفاة 12 سبتمبر 2014 في سانتا فيه، هو ممثل وكاتب سيناريو أمريكي.

## الأعمال
- آي دريم أوف جيني
- بارني ميلر

## روابط خارجية
- ثيودور جاي فليكر على موقع IMDb (الإنجليزية)
- ثيودور جاي فليكر على موقع ألو سيني (الفرنسية)
- ثيودور جاي فليكر على موقع أول موفي (الإنجليزية)
- ثيودور جاي فليكر على موقع قاعدة بيانات برودواي على الإنترنت (الإنجليزية)
- ثيودور جاي فليكر على موقع قاعدة بيانات الأفلام السويدية (السويدية)
- ثيودور جاي فليكر على موقع قاعدة بيانات الفيلم (الإنجليزية)
- ثيودور جاي فليكر على موقع كينوبويسك (الروسية)
- ثيودور جاي فليكر على موقع كينوبويسك (الروسية)